# 吉田潤喜
吉田 潤喜（よしだ じゅんき、旧名：準輝（読み同じ）、1949年12月7日 - ）は、アメリカ合衆国の実業家、空手家。京都府京都市南区出身。吉田ソース創業者、ヨシダグループ会長。オレゴン州知事経済顧問、全米空手道連盟理事などを務める。

## 人物
在日韓国人2世。七人兄弟の末っ子として生まれる。父はカメラマン、母は雀荘や焼き肉屋を営んでいたが、生活は苦しかった。4歳時、事故で右目を失明。空手に打ち込み、8段までに昇格している。
大学受験の失敗を機に、1969年1月24日、アメリカ合衆国に不法移民し、レストランの皿洗いのほか、空手の腕を買われて大学講師や警察学校の師範を務めたが、経済的には厳しい生活が続いた。リンダ・マクファレンと結婚した後、空手道場を開く。この道場でバーベキュー料理を振る舞った際、自作したソースが人気を呼んだため、バーベキューソース「吉田グルメのたれ」として商品化した。コストコでカウボーイハットと着物、ゲタといった格好で実演販売をして大ヒットとなる。1982年、オレゴン州にヨシダフーズを設立した。
米国の中小企業局(SBA)が選ぶ全米24社の中に、FedEx、Intel、AOL、HPなど並んで「殿堂入り」を果たした。2005年にはNewsweek日本版で「世界で最も尊敬される日本人100」に選ばれる。2017年7月、日米の友好に貢献したことを理由に外務大臣賞を受賞した。
現在、吉田ソースは10カ国で販売されている。ヨシダグループは全18社、年商約250億円の企業グループに成長した。

## 備考
- 実姉は、京都市で「KITCHEN よし田」を営む[7]。
- お笑い芸人・TIMのレッド吉田は従兄弟。
- 1977年にアメリカ国籍を取得している[2][8]。

## 著書
- 『ビッグマネー ワタシはこうして成り上がった!』（2002年6月1日、廣済堂出版）ISBN 978-4331509043
- 『人生も商売も、出る杭うたれてなんぼやで。』（2007年10月9日、幻冬舎 幻冬舎アウトロー文庫）ISBN 978-4344410411
- 『無一文から億万長者となりアメリカンドリームをかなえたヨシダソース創業者ビジネス7つの法則』（2011年11月16日、ディスカヴァー・トゥエンティワン）ISBN 978-4799310847
- 『「人儲け」できない人生ほどつまらないものはない！ アメリカンドリームを体現した男が語る人生充実の極意』（2014年6月14日、こう書房）ISBN　978-4769611240
- 『人生、金儲けやない、人儲けや！』（2020年3月19日、ヨシダフーズインターナショナルジャパン）ISBN 9784991137600
  - 『人生、金儲けやない、人儲けや！』（2021年3月27日、ヨシダフーズインターナショナルジャパン）ISBN 9784584213506

## DVD
- 『アメリカンドリームをつかんだ男の“非常識な成功法則”』（2007年1月10日、ビジョネット）

## 出演
- 日経スペシャル カンブリア宮殿 「成功の鍵は"ツキ"を導く行動にあり」（2006年10月23日、テレビ東京）[9]
- 偉大なる創業バカ一代（2017年4月22日、30日、AbemaTV）[10]
- 世界ナゼそこに?日本人 〜知られざる波瀾万丈伝〜（2018年5月28日、テレビ東京）[11]